# Censorinus (kráter)
Censorinus je malý měsíční impaktní kráter se světlým lemem, který se nachází blízko rovníku na přivrácené straně Měsíce v jihovýchodní části Mare Tranquillitatis (Moře klidu). Severozápadním směrem od něj leží kráter Maskelyne (průměr 24 km). Okrajový val Censorina není vyvýšen nad okolí. Jeho průměr je 4,1 km.
Okolí kráteru Censorinus je obklopeno materiálem s vysokým albedem (kontrastním vůči povrchu lunárního moře), tudíž je Censorinus jedním z nejjasnějších objektů na Měsíci. Lze pozorovat jen v blízkosti terminátoru. Dalším kráterem, který je také obklopen světlým materiálem je např. Linné.
Je pojmenován podle římského římského astronoma Censorina. Fotografie kráteru pořídila kosmická sonda programu Lunar Orbiter.

## Satelitní krátery

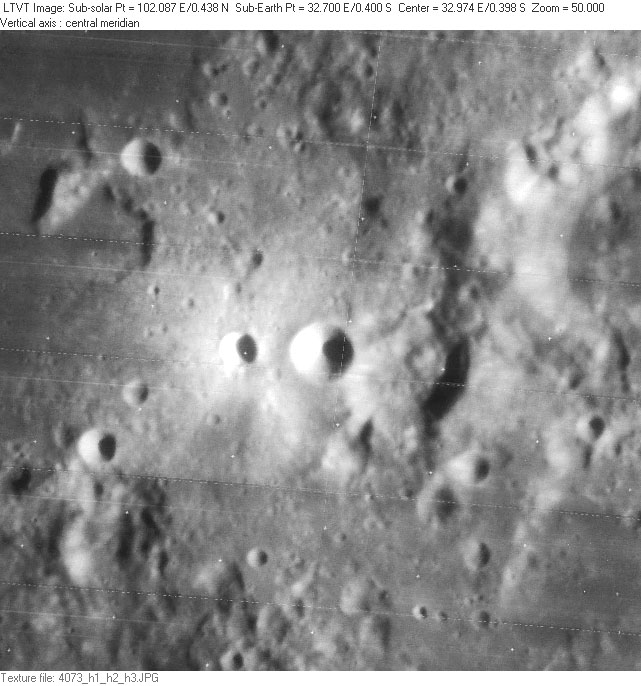
Krátery Censorinus A (uprostřed) a Censorinus (levý kráter uprostřed).

V okolí kráteru se nachází několik dalších (většinou menších) kráterů. Ty byly označeny podle zavedených zvyklostí jménem hlavního kráteru a velkým písmenem abecedy.
| Censorinus | Sel. šířka | Sel. délka | Průměr |
| ---------- | ---------- | ---------- | ------ |
| A          | 0.4° J     | 33.0° V    | 7 km   |
| B          | 2.0° J     | 31.4° V    | 8 km   |
| C          | 3.0° J     | 34.1° V    | 28 km  |
| D          | 1.9° J     | 35.8° V    | 10 km  |
| E          | 3.6° J     | 34.8° V    | 12 km  |
| H          | 1.8° J     | 33.7° V    | 10 km  |
| J          | 1.0° J     | 31.3° V    | 5 km   |
| K          | 1.0° J     | 28.8° V    | 4 km   |
| L          | 2.5° J     | 31.2° V    | 4 km   |
| N          | 1.9° J     | 36.5° V    | 36 km  |
| S          | 3.8° J     | 36.1° V    | 17 km  |
| T          | 3.2° J     | 31.1° V    | 5 km   |
| U          | 1.5° J     | 34.4° V    | 3 km   |
| V          | 0.6° J     | 35.4° V    | 4 km   |
| W          | 1.0° J     | 37.5° V    | 9 km   |
| X          | 0.5° J     | 37.2° V    | 18 km  |
| Z          | 3.7° J     | 36.8° V    | 12 km  |